# Hyotaro Sato
Hyotaro Sato (佐藤 俵太郎, Satō Hyōtarō, parfois transcris Satoh et Kyotare), né le 1er juin 1904 à Yokkaichi et mort le 12 avril 2006 au Japon, est un joueur de tennis japonais.
Il est le frère aîné du joueur de tennis Jirō Sato.

## Carrière
Diplômé de l'université Kwansei Gakuin, Hyotaro Sato est connu pour avoir fait partie de l'équipe japonaise de Coupe Davis lors des campagnes 1930 et 1931. À ce titre, il effectue deux tournées en Europe, la première aux côtés de Takeichi Harada, Yoshiro Ota et Tamino Abe. Quatrième joueur de l'équipe, il ne joue que deux matchs de Coupe Davis sans enjeu qu'il remporte. Sur le circuit, il obtient une victoire à Düsseldorf contre Harry Hopman et remporte les championnats de Suisse sur terre battue.
En 1931, il accompagne cette fois-ci Jirō Sato et Minoru Kawachi, et se montre à son avantage avec ses quatre victoires en simple face aux joueurs yougoslaves et égyptiens mais s'incline toutefois en demi-finale européenne face aux Britanniques Bunny Austin et Fred Perry à Eastbourne. Il se distingue par ailleurs en s'adjugeant plusieurs tournois internationaux à Cannes, Juan-les-Pins et Prague, ainsi qu'en atteignant les huitièmes de finale à Roland-Garros en écartant René de Buzelet et Béla von Kehrling avant de perdre face à Christian Boussus (4-6, 6-4, 1-6, 6-3, 6-4). Doté d'un jeu solide et précis mais sans fulgurance, il se distingue par son sens du placement et ses coups liftés.
Aux Internationaux du Japon, il est finaliste en simple en 1930 et en double en 1927 et 1931. Il est le deuxième meilleur joueur japonais entre 1928 et 1931.
En 1937, il devient le premier japonais à devenir professionnel lorsqu'il participe au circuit organisé par Bill Tilden.

## Palmarès

### Titres en simple
- 1929 : Koshien Invitation, bat Takeichi Harada (6-2, 6-2, 0-6, 7-5)
- 1930 : Düsseldorf, bat Harry Hopman (6-4, 2-6, 6-3, 5-7 6-4)
- 1930 : Internationaux de Suisse, bat Orestes Garangiotis (6-1, 6-0, 4-6, 6-4)
- 1931 : Cannes Beau-Site, bat George Lyttleton-Rogers (3-6, 6-4, 6-1, 8-6)
- 1931 : Saint-Raphaël, bat Louis Haensch (6-3, 8-6, 6-4)
- 1931 : Gênes, bat Augusto Rado (6-3, 3-6, 3-6, 6-4, 6-3)
- 1931 : Juan-les-Pins, bat Jirō Sato (6-3, 6-2, 5-7, 3-6, 6-3)
- 1931 : Internationaux de Bavière, bat Enrique Maier (7-5, 4-6, 7-5, 6-1)
- 1931 : Internationaux de Tchécoslovaquie, bat Minoru Kawachi (5-7, 6-3, 6-1, 6-1)
- 1932 : Juan-Les-Pins, bat George Lyttleton-Rogers (6-4, 4-6, 6-1)
- 1932 : Philippines Championship, bat Ryosuke Nunoi (6-4, 6-1, 2-6, 6-3)

### Finales en simple
- 1930 : Internationaux du Japon, battu par Jirō Sato (6-4, 8-6, 6-2)
- 1931 : Championnat du Japon, battu par Jirō Sato (6-3, 7-5, 6-4)
- 1931 : Internationaux de Hongrie, battu par Béla von Kehrling (6-3, 6-2, 5-7, 6-2)

## Parcours dans les tournois duGrand Chelem

### En simple
| Année | Open d'Australie | Open d'Australie | Internationaux de France | Internationaux de France | Wimbledon       | Wimbledon        | US Open | US Open |
| ----- | ---------------- | ---------------- | ------------------------ | ------------------------ | --------------- | ---------------- | ------- | ------- |
| 1930  | —                | —                | 1er tour (1/64)          | Colin Gregory            | 1er tour (1/64) | Lyttleton-Rogers | —       | —       |
| 1931  | —                | —                | 1/8 de finale            | Christian Boussus        | 2e tour (1/32)  | Bunny Austin     | —       | —       |

N.B. : à droite du résultat se trouve le nom de l'ultime adversaire.

### En double
| Année | Open d'Australie | Open d'Australie | Internationaux de France                                                        | Internationaux de France                                                        | Wimbledon                                                                         | Wimbledon | US Open | US Open |
| ----- | ---------------- | ---------------- | ------------------------------------------------------------------------------- | ------------------------------------------------------------------------------- | --------------------------------------------------------------------------------- | --------- | ------- | ------- |
| 1930  | —                | —                | 1/8 de finale T. Miki \|\| style="text-align:left;" \| Harry Hopman Jim Willard | 1/8 de finale T. Miki \|\| style="text-align:left;" \| Harry Hopman Jim Willard | —                                                                                 | —         |         |         |
| 1931  | —                | —                | —                                                                               | —                                                                               | 1/8 de finale G. Lyttleton \|\| style="text-align:left;" \| Pat Hughes Fred Perry | —         | —       |         |

N.B. : le nom du partenaire se trouve sous le résultat ; le nom des ultimes adversaires se trouve à droite.